# Maria Cristina Duarte
Maria Cristina Duarte (n. 1959) es una botánica, taxónoma, y profesora portuguesa. Es directora del Jardim Botânico Tropical, de Lisboa.

## Algunas publicaciones
- m.c. Duarte, ilídio Moreira. 2009. Flora aquática e ribeirinha. Editor Administraçao da Regiao Hidrográfica do Algerve, 96 pp. ISBN 9899654000, ISBN 9789899654006

- --------------. 2008. A Flora no interior do Aqueduto. En: Pinheiro, M., Vidal, R. Seres Vivos no Aqueduto das Águas Livres. Lisboa, Museu da Água – EPAL, 2008, p. 119-130

- --------------, m.m. Romeiras. 2008. Cape Verde Islands. En: Gillespie, R., D. Clague, D. (eds.) Encyclopedia of Islands. University of California Press

- m.m. Romeiras, h.c. Cotrim, m.c. Duarte, m.s. Pais. 2007. Genetic variation of three endangered species of Echium L. (Boraginaceae) endemic to Cape Verde islands. Biodiversity and Conservation 16(2): 547-566

- --------------. 2007. 210b.Cymodoceacea. En J. Timberlake (ed.) Flora Zambesiaca, 12 (1), Royal Botanical Gardens, Kew

- j.f. Cardoso, m.c. Duarte, e. Costa, i. Moreira. 2006. Comunidades Vegetais da Serra da Leba. En Moreira I. (org.) Vol. I. pp. 203-224. ISAPress, Lisboa

- i. Moreira, e. Costa, m.c. Duarte. 2006. A riqueza florística de Angola. Aproveitamento e conservação. En Moreira, I. (org.) Angola. Agricultura, Recursos Naturais, Desenvolvimento Rural. Vol. I. pp. 171-195. ISAPress

- g. Neto, m.c. Duarte, e. Costa, i. Moreira, a.m. Correia. 2006. Gramíneas de Angola. En Moreira, I. (Org.) Angola. Agricultura, Recursos Naturais, Desenvolvimento Rural. Vol. I. pp. 233-260. ISAPress

- m.c. Duarte, f. Rego, i. Moreira. 2005. Distribution patterns of plant communities on Santiago Island, Cape Verde. J. of Vegetation Science 16: 283-292

- i. Moreira, m.f. Pinto Basto, m.c. Duarte. 2005. Flora das culturas agrícolas em Angola. Revista de Ciências Agrárias 28(1): 76-88

- -------------, e. Martins, m.a. Diniz, m.c. Duarte (ed.). 2002. Flora Infestante das Culturas de Bolanha da Guiné-Bissau. Instituto de Investigação Científica Tropical, Lisboa. 144 pp.

- m.c. Duarte, i. Gomes, i. Moreira. 2002. lha de Santiago (Cabo Verde) - Notas florísticas e fitogeográficas (II). Garcia de Orta, Série de Botânica 15 (1): 55-58

- --------------, i. Moreira. 2002. A vegetação de Santiago (Cabo Verde). Apontamento histórico. Garcia de Orta, Série de Botânica 16 (1-2): 51-80

- m.a. Diniz, m.c. Duarte, e.s. Martins, g.c. Matos, i. Moreira. 2002. Flora das Culturas Agrícolas de Cabo Verde. Instituto de Investigação Científica Tropical, Lisboa. 223 pp.

- -----------, e. Martins, i. Moreira,  m.c. Duarte (eds.). 2002. Flora Infestante das Culturas de Planalto da Guiné-Bissau. Instituto de Investigação Científica Tropical, Lisboa. 200 pp.

- l. Catarino, m.c. Duarte, l. Moreira. 2002. Vegetação da Lagoa de Cufada (Guiné-Bissau): uma aproximação fitossociológica. Quercetea 3: 127-140

- l. Catarino, m.c. Duarte, m.c. Diniz. 2001. Aquatic and wetland plants in Guinea-Bissau: an overview. 71 (2): 197-208.

- --------------, --------------, -----------. 2001. Aquatic and wetland plants in Guinea-Bissau: an overview. Systematics and Geography of Plants 71(2):197-208

- --------------, --------------, l. Moreira. 2001. Vegetação da Lagoa de Cufada (Guiné-Bissau): uma aproximação fitossociológica 3: 127-140.

- m.c. Duarte, l. Catarino, m.m. Romeiras. 2000. Aspectos Fitogeográficos das Gramíneas na Guiné-Bissau. Portugaliae Acta Biologica 19 (1-4): 429-442

- --------------. 1995. Capparaceae. Flora de Cabo Verde 35. Ed. Instituto de Investigação Científica Tropical, 16 pp.

### Capítulos de libros
- 2009. Encyclopedia of Islands. Vol. 2 de Encyclopedias of the Natural World Series. Eds. Rosemary G. Gillespie, David A. Clague. Edición ilustrada de Univ. of California Press, 1.074 pp. ISBN 0520256492, ISBN 9780520256491

- La abreviatura «Maria C.Duarte» se emplea para indicar a Maria Cristina Duarte como autoridad en la descripción y clasificación científica de los vegetales.[3]